# Polistomorpha femorata
Polistomorpha femorata är en stekelart som beskrevs av Boucek 1974. Polistomorpha femorata ingår i släktet Polistomorpha och familjen Leucospidae. Inga underarter finns listade i Catalogue of Life.